# Sono solo parole
Sono solo parole è il brano con cui Noemi ha partecipato al Festival di Sanremo 2012 classificandosi terza. Il singolo, disponibile dal 15 febbraio 2012, è incluso in RossoNoemi - 2012 Edition ed è stato scritto da Fabrizio Moro. Si tratta dell'ottavo singolo della cantante romana.

## Il brano
Dopo la partecipazione al Festival di Sanremo 2010 con Per tutta la vita, edizione in cui partecipò anche Fabrizio Moro con Non è una canzone, Noemi torna sul palco dell'Ariston con una canzone scritta proprio da Fabrizio Moro: la cantante romana ha preso parte alla 62ª edizione del Festival di Sanremo con il brano Sono solo parole. Nella serata del venerdì il brano è stato eseguito in duetto con Gaetano Curreri, leader degli Stadio, con cui Noemi ha collaborato già in passato.
Nei giorni precedenti e durante la kermesse canora Noemi ha avuto dei malori che l'hanno costretta a recarsi in ospedale; ciò nonostante riesce ad arrivare alla finalissima, tant'è che il brano, nella penultima manche, ha ottenuto il golden share della sala stampa divenendo così primo in classifica; nell'ultima manche Noemi è risultata essere la terza classificata del Festival di Sanremo 2012.
Il brano è stato prodotto ed arrangiato da Corrado Rustici. Durante il Festival di Sanremo a dirigere l'orchestra è stato il maestro Enrico Melozzi.
Riguardo al brano Noemi ha dichiarato:
Durante la finale della manifestazione, l'attore Beppe Fiorello attraverso Twitter ha dichiarato di aver ispirato Moro per il testo del brano. Dichiarando:
Il brano è stato registrato in California, a Berkeley, presso i Fantasy Studios nel gennaio 2012. Alla realizzazione del brano hanno collaborato, oltre al produttore ed arrangiatore Corrado Rustici, anche il fonico Jason Carmer, i musicisti Michael Urbano, Kaveh Rastegar e Frank Martin.
Sono solo parole debutta alla terza posizione della classifica FIMI, posizione mantenuta anche la settimana successiva. Il singolo viene certificato doppio disco di platino.
Il 24 settembre 2013 il brano viene inserito nella compilation Pink Is Good il cui ricavato è stato devoluto alla Fondazione Umberto Veronesi per finanziare la lotta contro il tumore al seno.
Il brano Sono solo parole viene inserito in cinque compilation:
- Super Sanremo 2012
- Wind Music Awards 2012
- Le 100 canzoni italiane di oggi
- Radio Italia Story
- Pink Is Good

## Tracce
Download digitale
1. Sono solo parole – 3:37 (Fabrizio Moro)

## Successo commerciale
Sono solo parole debutta alla terza posizione della classifica FIMI, posizione occupata anche la settimana successiva; permane in top 10 per due mesi. Il brano rimane in classifica per un totale di tre mesi. Risulta essere il dodicesimo brano più acquistato nel primo semestre del 2012. Nella settimana nº 52 del 2014 il brano viene certificato doppio disco di platino per aver superato la soglia delle 60 000 copie vendute. Entra nella top 5 dei brani più trasmessi in radio.

## Video musicale
Su YouTube è presente un video audio, non ufficiale del canale VEVO di Noemi, di  " Sono Solo Parole " che supera le 15 milioni di visualizzazioni.
Il 15 febbraio 2012 Noemi ha annunciato che il videoclip del brano sarà sceneggiato da Noemi; successivamente viene reso noto che la regia è di Noemi con Sebastiano Bontempi. L'anteprima del video è stata resa disponibile a partire dal 13 marzo su Corriere.it. Il video ha una durata di 3 minuti e 38 secondi ed è stato reso disponibile per il download digitale a partire dal 14 marzo.
Il video è strutturato in un'alternanza di sequenze: alle immagini in cui viene ripresa Noemi cantare (a cui seguono alcuni spezzoni in cui è possibile vedere i musicisti di Noemi suonare) si alternano immagini di due schermitrici che si sfidano; l'incontro tra le due schermitrici però è proposto all'inverso: cioè si parte dalla conclusione dell'incontro per andare verso l'inizio, ciò si nota anche dal display che scorre all'inverso. In questo modo si sottolinea il fulcro del brano: «avere l'impressione di restare sempre al punto di partenza». Le due atlete che competono sono Eugenia Falqui e Cristina Pierobon.
Il videoclip apre con l'entrata delle schermitrici, le due protagoniste; poi l'immagine si sposta su Noemi che riveste il ruolo di narratrice. In ordine di sequenza poi si vedono suonare singolarmente prima Gabriele Greco al basso, poi Bernardo Baglioni alla chitarra, seguito da Marcello Surace alla batteria e per finire Lele Fontana alle tastiere; i musicisti all'interno del video vengono inquadrati più volte con alcuni primi primi sui vari strumenti da loro suonati.

## Premi
- Il singolo ha vinto il Premio limone d'oro durante il Radionorba Battiti Live a Gallipoli il 3 agosto 2014. Il premio è stato consegnato da Pio e Amedeo.

## Cover
Il brano è stato reinterpretato dall'autore Fabrizio Moro nel 2018, tale versione è stata inclusa nella raccolta Parole rumori e anni del cantautore. Nel 2020, durante la terza serata del settantesimo Festival di Sanremo, i Pinguini Tattici Nucleari hanno omaggiato Noemi esibendosi con il brano Settanta volte, un medley di otto canzoni sanremesi, tra cui Sono solo parole, in occasione della serata Sanremo 70, dedicata al tributo dei brani che hanno fatto parte della storia della manifestazione canora.

## Classifiche

### Classifiche settimanali
| Classifica (2012) | Posizione massima |
| ----------------- | ----------------- |
| Italia            | 3                 |

### Classifiche di fine anno
| Classifica (2012) | Posizione massima |
| ----------------- | ----------------- |
| Italia            | 25                |

## Incisioni e versioni
| Anno | Provenienza                     | Durata       | Note                       |
| ---- | ------------------------------- | ------------ | -------------------------- |
| 2012 | RossoNoemi - 2012 Edition       | 3 min : 37 s |                            |
| 2012 | Super Sanremo 2012              | 3 min : 36 s |                            |
| 2012 | Wind Music Awards 2012          | 3 min : 38 s |                            |
| 2012 | RossoLive                       | 4 min : 14 s | Versione live              |
| 2013 | Le 100 canzoni italiane di oggi | 3 min : 37 s |                            |
| 2013 | Radio Italia Story              | 3 min : 37 s |                            |
| 2013 | Pink Is Good                    | 3 min : 37 s | Compilation di beneficenza |